# 2018 AG37
2018 AG37 (biệt danh FarFarOut) là một vật thể xuyên Sao Hải Vương xa xôi được phát hiện cách Mặt Trời 132,2 ± 1,5 AU (19,78 ± 0,22 tỷ km), xa hơn bất kỳ vật thể nào hiện có thể quan sát được khác trong Hệ Mặt Trời. Được chụp vào tháng 1 năm 2018 trong quá trình tìm kiếm Hành tinh giả định số 9, xác nhận về vật thể này đã được các nhà thiên văn học Scott Sheppard, David Tholen và Chad Trujillo công bố trong một thông cáo báo chí vào tháng 2 năm 2021. Vật thể này được đặt biệt danh là "FarFarOut" để nhấn mạnh khoảng cách của nó với Mặt Trời. Với đường kính ước tính 400 km (250 mi), nó gần giới hạn dưới đối với một ứng cử viên hành tinh lùn.
Ở độ sáng biểu kiến rất mờ là 25, chỉ những kính thiên văn lớn nhất trên thế giới mới có thể quan sát được nó. Ở rất xa Mặt trời, 2018 AG37 di chuyển rất chậm giữa các ngôi sao nền và chỉ được quan sát thấy chín lần trong hai năm đầu tiên. Nó đòi hỏi một cung quan sát trong vài năm để tinh chỉnh những bất ổn trong chu kỳ quỹ đạo khoảng 1.000 năm và xác định xem nó hiện đang ở gần hay ở điểm cận nhật (khoảng cách xa nhất so với Mặt Trời). Tính đến năm 2021, giải pháp JPL Horizons danh nghĩa cho thấy nó đạt đến điểm cận nhật vào khoảng năm 2158, trong khi Dự án Pluto cho thấy nó đạt đến điểm cận nhật vào khoảng năm 1951.

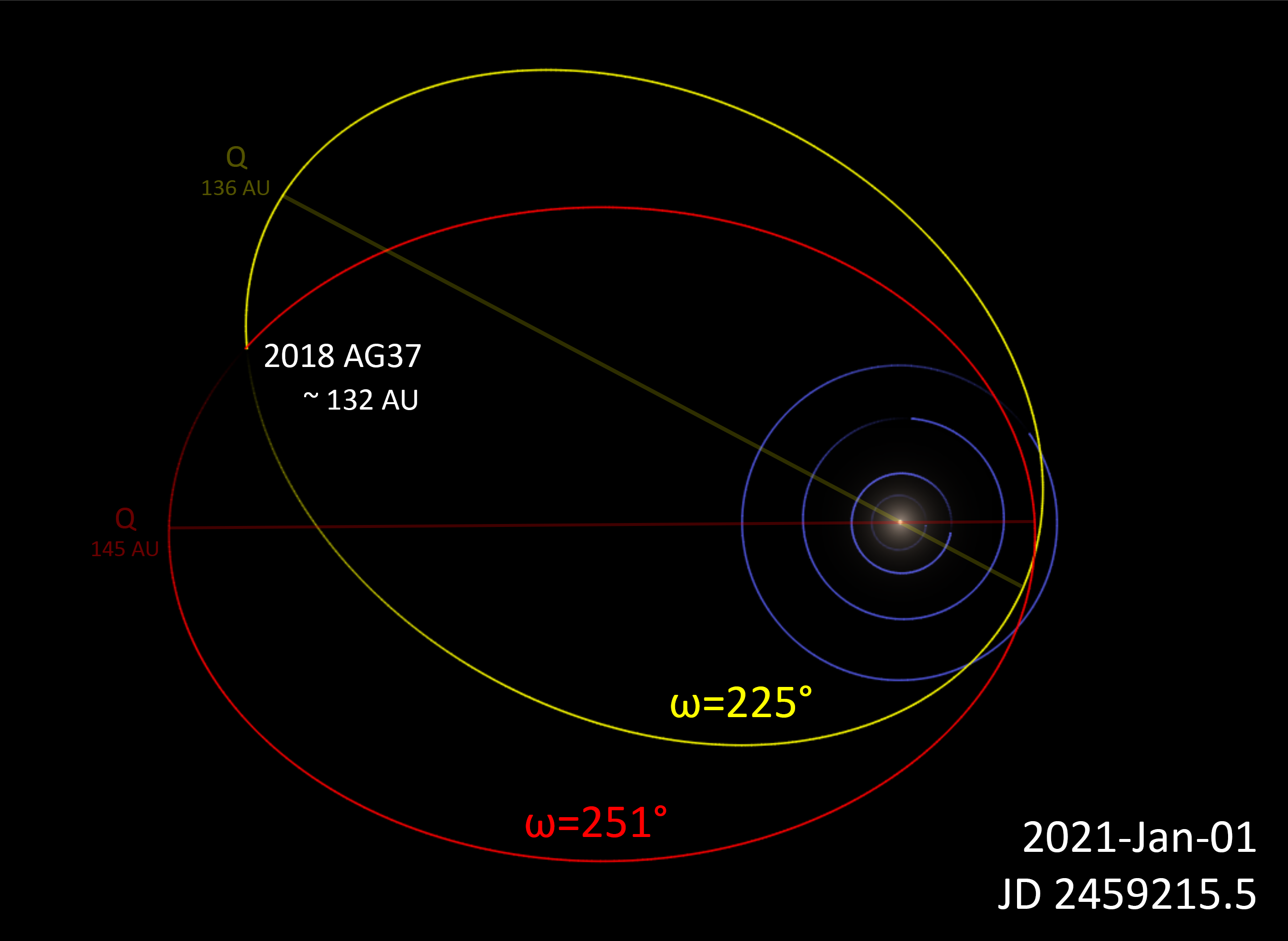
Biểu đồ cho thấy hai quỹ đạo có thể phù hợp cho tùy thuộc vào đối số của điểm cận nhật (ω). Giải pháp danh định (được hiển thị bằng màu đỏ) của MPC và JPL sử dụng ω = 251° trong đó vật thể đang tiến đến điểm cận nhật (Q) trong khi giải pháp của Dự án Sao Diêm Vương (hiển thị màu vàng) sử dụng ω = 225° trong đó đối tượng đã vượt qua điểm cận kề.